# Penicillium italicum
Penicillium italicum is een parasitaire schimmel, die behoort tot de orde Eurotiales van de ascomyceten. De schimmel komt gewoonlijk na de pluk voor op citrusvruchten en kan deze alleen via wondjes binnendringen. De schimmel komt vaak samen voor met Penicillium digitatum. Penicillium italicum vormt een blauwgroene schimmellaag en de vrucht wordt uiteindelijk slijmerig, terwijl bij een aantasting van Penicillium digitatum er een olijfgroene schimmellaag gevormd wordt en alleen een droog omhulsel overblijft. Penicillium digitatum komt vaker voor dan Penicillium italicum.
Er ontstaat op de plaats van infectie een zachte, waterige en een iets verkleurde, 0,5 – 1 cm grote plek op de vrucht. Deze is na 1 - 1,5 dagen bij 24 °C 1,5 – 3 cm groot, waarna er een wit mycelium ontstaat. Als de plek met mycelium ongeveer 2,5 cm groot is, worden op 100 - 250 μm lange en 3,5 - 4,0 μm dikke conidioforen blauwe, gladde, elliptische tot bijna ronde, 4,0 - 5,0 × 2,5 - 3,5 μm grote conidiën gevormd en kunnen nieuwe infecties ontstaan. De metulea zijn min of neer cilindrisch en hebben een gladde wand. Op elke metula staan drie tot zes, slanke, cilindrische fialiden, die voortdurend nieuwe sporen vormen. De fialide heeft een korte, maar duidelijke nek.
Bij 1 °C stopt het rottingsproces.. 

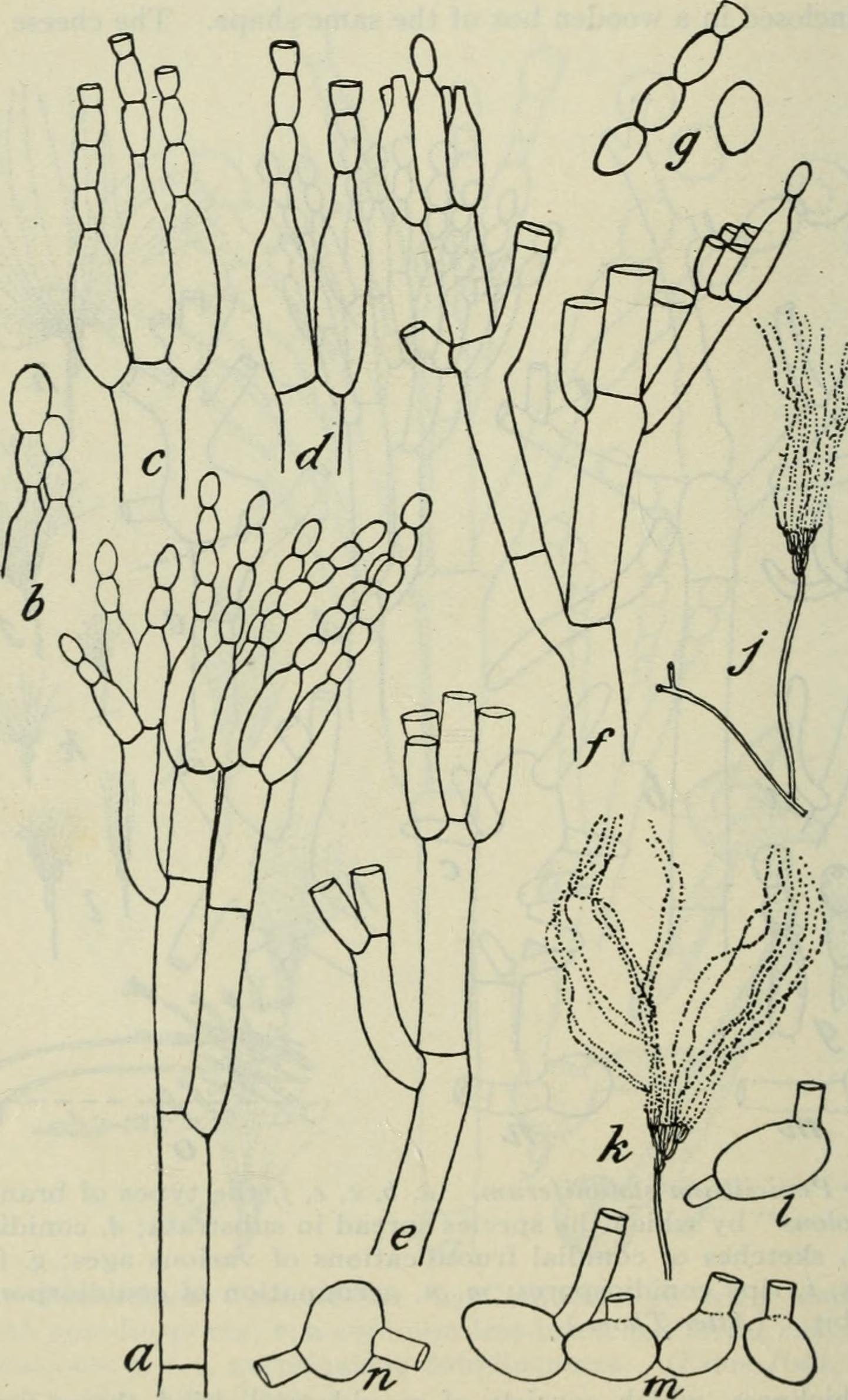
Conidioforen en kiemende conidia (l, m, n) van Penicillium italicum
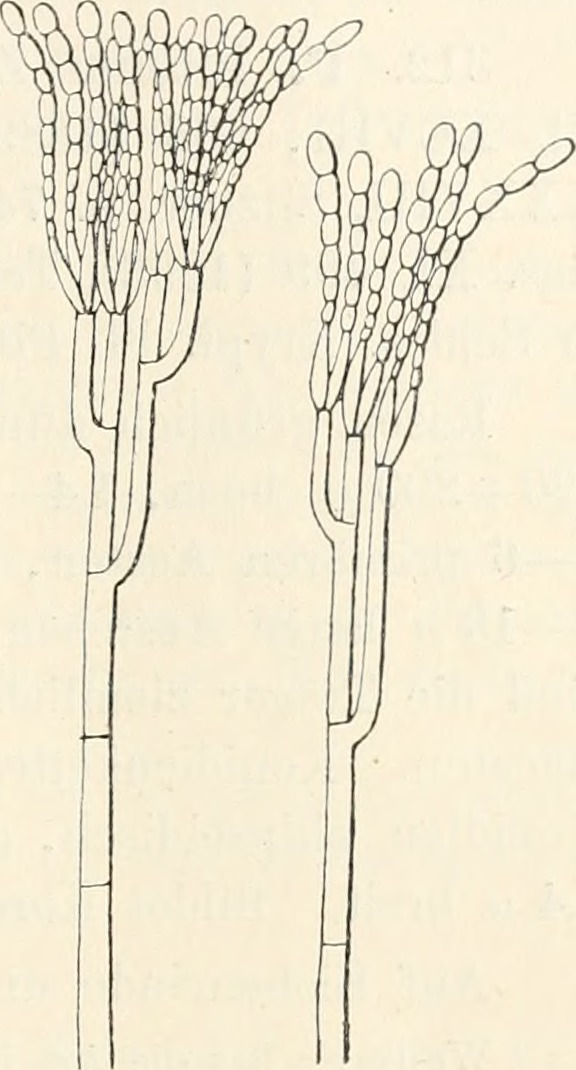
Conidioforen met conidiën van Penicillium italicum